# Proechimys semispinosus
Proechimys semispinosus är en däggdjursart som först beskrevs av Robert Fisher Tomes 1860.  Proechimys semispinosus ingår i släktet Proechimys och familjen lansråttor. IUCN kategoriserar arten globalt som livskraftig. Inga underarter finns listade i Catalogue of Life. Wilson & Reeder (2005) skiljer mellan 10 underarter.

## Utseende
Arten är med en kroppslängd (huvud och bål) av 22 till 29 cm, en svanslängd av 17,5 till 19 cm och en vikt mellan 320 och 536 g rätt stor. Den har 2,2 till 2,7 cm långa öron. Flera individer har tappad sin svans och kan misstolkas som en annan gnagare. När svansen finns så är den nästan naken och tvåfärgad. På ovansidan förekommer rödbrun päls och undersidan är täckt av vita hår. I pälsen på ryggen är flera smala taggar inblandade. Arten har långa och breda klor. Kring ögonen förekommer ljusare päls. Trots taggarna ser pälsen slätare ut än hos Hoplomys gymnurus.

## Utbredning och habitat
Denna gnagare förekommer i Centralamerika norrut till östra Honduras samt i nordvästra Sydamerika (Colombia, Ecuador) vid Stilla havet. Arten lever i låglandet och i kulliga områden upp till 800 meter över havet. Den vistas i städsegröna skogar samt i lövfällande skogar nära vattendrag.
Arten lever även på några mindre öar nära kusten. Den observeras ofta nära campingplatser i Darien nationalpark i Panama.

## Ekologi
Proechimys semispinosus är aktiv på natten och den går främst på marken. Ibland klättrar den på grenar som ligger på marken eller i den låga växtligheten men inte på träd. Individerna vilar på dagen i naturliga håligheter under rötter eller i liknande gömställen. Antagligen använder den även underjordiska bon av okänt ursprung. Denna gnagare äter frukter, frön, sällan några gröna växtdelar samt insekter och svampar. Arten är viktig för växternas fortplantning då den flyttar frön från växten till gömstället.
Honans revir är mindre än hannens territorium. Honor kan ha upp till fyra kullar per år med 1 till 5 ungar per kull. Proechimys semispinosus kan leve upp till tre år.